# Marquesat de Caldes de Montbui
|  | No s'ha de confondre amb Comtat de Caldes de Montbui. |

Escut de Caldes de Montbui.

El Marquesat de Caldes de Montbui és un títol nobiliari espanyol creat el 26 de març de 1917 pel rei Alfons XIII a favor d'Anna Girona i Vidal, filla de Manuel Girona i Agrafel i Carolina Vidal, vídua de Domènec Joan Sanllehy i Alrich, alcalde de Barcelona.
La seva denominació fa referència a la localitat de Caldes de Montbui en la província de Barcelona.

## Marquesos de Caldes de Montbui
|                         | Titular                                 | Període                 |
| Creació per Alfons XIII | Creació per Alfons XIII                 | Creació per Alfons XIII |
| ----------------------- | --------------------------------------- | ----------------------- |
| I                       | Anna Girona i Vidal                     | 1917-1925               |
| II                      | Carles Sanllehy i Girona                | 1926-1974               |
| III                     | Carles de Sanllehy i Segura             | 1974-1981               |
| IV                      | Juan Domingo de Sanllehy y de Madariaga | 1990-actual titular     |

## Història dels Marquesos de Caldes de Montbui
Anna Girona i Vidal († en 1925), I marquesa de Caldes de Montbui.
1. Va casar amb Domènec Joan de Sanllehy i Abrich.

La va succeir el seu fill:
Carles Sanllehy i Girona (f. en 1974), II marquès de Caldes de Montbui.
1. Va casar amb Clotilde de Sarriera i Roger, IX comtessa de Solterra.

El va succeir el seu nebot:
Carlos de Sanllehy i Segura (f. en 1981), III marquès de Caldes de Montbui.
1. Va casar amb Margarida de Madariaga i Keinert.

El va succeir el seu fill:
Juan Domingo Sanllehy i de Madariaga, IV marquès de Caldes de Montbui